# Finlay River

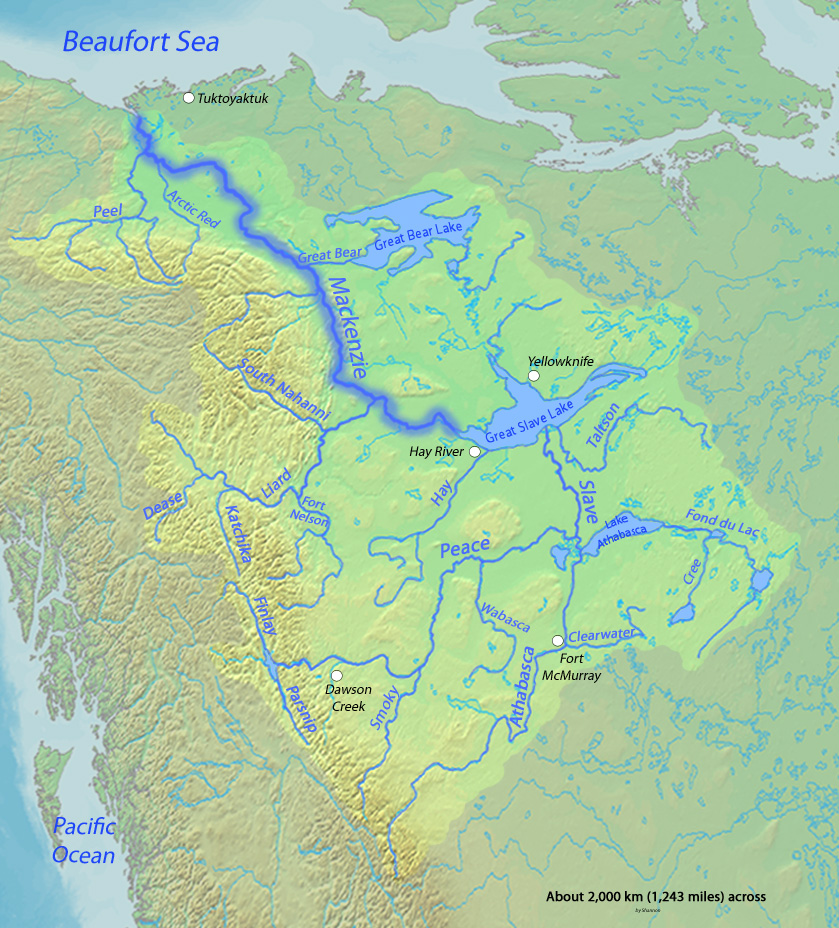
Karta över Mackenzieflodens avrinningsområde. Finlay River återfinns nordväst om Dawson Creek.

Finlay River är en 402 kilometer lång flod i British Columbia.Den rinner i sydostlig riktning från Klippiga Bergen och mynnar idag i en stor uppdämd sjö. Före 1968 rann den samman med Parsnip River och bildade Peace River.